# Disney Prospect Studios
Pour les articles homonymes, voir Walt Disney Studios.
Les Disney Prospect Studios sont un lieu de production détenu par la société Disney et situés au bout de la Prospect Avenue, dans le prolongement d'Hollywood Boulevard à Hollywood en Californie.
Originellement ce sont les studios de Vitagraph, devenu en 1949 ceux de la chaîne American Broadcasting Company.
Avec le rachat d'ABC par Disney en 1996 puis le déménagement du studio de la chaîne de télévision en 2000, la société a rénové les studios et les loue à d'autres sociétés.
Disney possède d'autres studios principalement les Walt Disney Studios à Burbank, qui servent de siège social à Disney et également à ABC.

## Historique

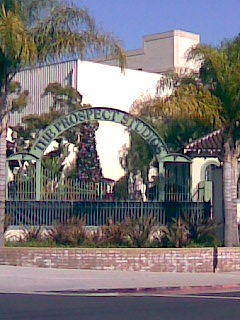
Angle sud-ouest du complexe, avec le nom Disney Prospect Studios

En 1912, Vitagraph achète 9 ha de terrain pour 20 000 $ au bout de la Prospect Avenue.
De nombreux films furent tournés dans ces studios, alors les plus grands studios du monde.
Ainsi on peut citer parmi les carrières qui débutèrent ici celles de Rudolph Valentino, Mary Pickford, Lillian Gish, Norma Talmadge, Douglas Fairbanks, Lionel Barrymore et Joe E. Brown.Oliver Hardy tourna plus de quarante courts-métrages ici avant de devenir le partenaire de Stan Laurel. Cecil B. DeMille et D. W. Griffith assumèrent la direction de plusieurs films pour Vitagraph.
Le Stage 55 fut utilisé pour touner le célèbre Le Fantôme de l'opéra avec Lon Chaney. L'énorme arbre situé à l'entrée fut planté par Norma Talmadge en 1920.
En 1925, Warner Bros. Pictures rachète les studios pour un million de $. Une partie du film Chanteur de jazz y fut tournée. Mais petit à petit le studio est laissé à l'abandon au profit de ceux de Burbank.
Le 7 mai 1949, Billboard révèle qu'ABC rachète les studios de 20 acres (80 937 m2) pour 2,5 millions afin d'en faire le siège d'une chaîne devant débuter le 1er août 1949. La chaîne KABC, chaîne locale californienne d'ABC sur le canal 7 sera lancée en fin d'année. Au début des années 1950, Leonard Goldenson visite les studios de la station, avant la fusion entre UPT et ABC en 1953, et découvre que les anciens locaux de Vitagraph était occupés par des rats après plusieurs années d'inoccupation.
De très nombreuses émissions et séries télés y furent tournés: On peut citer General Hospital. Les Rolling Stones et les Beatles (en 1965) y firent un concert dans l'émission Shinding, comme Madonna.
Le film Un singulier directeur (1971) qui se déroule dans le monde de la télévision a utilisé le bâtiment comme studio de la chaîne fictive UBC.
En décembre 2000, la station de télévision KABC déménage dans de nouveaux locaux à Glendale, au sein du Grand Central Creative Campus à proximité des bureaux de Walt Disney Imagineering et des studios de DreamWorks. Disney prévoit de faire de cette zone, dont elle possède 50 ha (presque la totalité), un campus dédié à l'imagination et à la télévision.
En 2002 Disney termine les travaux de rénovation du site qui est rebaptisé Prospect Studios. Six plateaux de tournage ("stages") sont présents sur le site. Leurs surfaces sont comprises entre 500 et 2 100 m².

## Productions
- Jeux olympiques d'été de 1984
- ABC World News Tonight
- La Force du destin (All My Children)
- All-Star Blitz (1985)
- American Bandstand
- America's Funniest Home Videos (1990–1993, 1996-1997)
- America's Funniest People (1990–1993)
- Animal Crack-Ups (1987–90)
- American Journal (1993-94)
- AM Los Angeles (produit pour KABC-TV)
- Barney Miller
- Benson
- The Better Sex
- Break the Bank (1976 sur ABC Daytime; syndiqué en soirée en 1976–77)
- Bruce Forsyth's Hot Streak (1986)
- Flamingo Fortune (1995-1996)
- The Dating Game (1965–73)
- The Dick Cavett Show
- Dick Clark's New Year's Rockin' Eve (concerts)
- Arnold et Willy (Diff'rent Strokes) (dernière saison, 1985–86)
- The Dolly Parton Show
- Double Talk (1986)
- The Ernie Kovacs Show
- Eyewitness News (KABC-TV edition)
- Family Feud (1977–1985)
- Fridays
- Hôpital central ('General Hospital)
- Grey's Anatomy
- Hail to the Chief
- Hot Seat
- It's Garry Shandling's Show(deux premières saisons)
- The Krypton Factor
- Let's Make a Deal (1968–76 seasons)
- The Lawrence Welk Show (en alternance avec les studios Hollywood Palladium)[4]
- Live with Regis & Kelly (une semaine spéciale à Los Angeles en mars 2007)
- Love Connection (1983–94, 1998–99)
- Mariés, deux enfants (Married... with Children) (seulement les épisodes de 1987-88)
- Match Game (1990–1991)
- Mr. Belvedere (1985–1990)
- The Newlywed Game (1966–74)[5]
- The Oprah Winfrey Show (émissions délocalisées régulièrement)
- Password (1971–74, 1975)
- Password All-Stars (1974–75)
- Port Charles
- Rhyme and Reason
- The Shield
- Soap
- Soap Talk
- The Sonny and Cher Show (1976–1977)
- Space Patrol (1950–1955)
- Split Second (1972-75)
- That's Incredible!
- That's My Mama
- Three's Company
- Trivia Trap
- The View (émissions délocalisées régulièrement)
- Welcome Back, Kotter
- What's Happening!!
- Who's The Boss?
- You Asked for It